# Іван Дацько
Іван Дацько (нар. 9 вересня 1947, Фельберт, земля Північний Рейн-Вестфалія, Німеччина) — священник Української греко-католицької церкви, особистий секретар патріарха Йосифа Сліпого, близький співпрацівник та канцлер блаженнішого Мирослава-Івана Любачівського, довголітній член Спільної міжнародної комісії для богословського діалогу між Католицькою і Православною церквами.

## Біографія
Народився у місті Фельберт, землі Північний Рейн-Вестфалія в Німеччині, у сім'ї Василя Дацька та Катерини з роду Лещишак. У батьків було четверо дітей, з яких ще один, найстарший син, Володимир, став священиком. У серпні 1948 р. сім'я переїхала до Великої Британії, де перебувала в таборі переміщених осіб у графстві Стаффорд, а відтак переселилася до м. Рочдейлу, в околицях Манчестеру.

### Навчання
У 1957–1963 рр. Іван Дацько навчався у Папській українській малій семінарії у Кастельґандольфо та Римі. У 1963–1967 рр. студіював у папській Українській колегії св. Йосафата в Римі та Папському Урбаніянському університеті, де здобув ступені бакалавра з філософії та бакалавра з богослов'я. Відтак у 1967–1970 рр. навчався та пройшов вищу теологічну формацію в Міжнародній богословській колегії Canisianum в австрійському місті Інсбрук, де здобув ступінь магістра богослов'я (15 липня 1970 р.), захистив працю «Митрополит Петро Могила (1596–1647) у світлі історії та догматики».
Ставши священиком, ще три роки спеціалізувався на богословському факультеті Інсбруцького Державного Університету в ділянці догматичного богослов'я, екуменізму та церковної історії. 8-го червня 1974 р. здобув там же науковий ступінь доктора теології захистивши свою дисертацію «Митрополит Андрей (Шептицький) — відновник традиційної східної еклезіології та екуменізму».

### Праця

#### У діаспорі
11 квітня 1971 р. Глава УГКЦ кардинал Йосиф Сліпий вділив Івану Дацьку священичі свячення. Упродовж 1970–1972 і 1974–1976 рр. о. Іван Дацько служив префектом Колегії Святої Софії у Римі, у 1974–1985 рр. він — викладач Українського католицького університету у тому ж місті. Із 1976 р. до 1984 р. о. Іван Дацько працював секретарем патріарха Йосифа Сліпого. У цей же період він займав низку інших посад: із 14 жовтня 1978 р. став дійсним крилошанином Львівського архиєпархіяльного крилосу — дорадчого органу при митрополитові; із 12 липня 1982 р. — канцлер Львівської архиєпархії УГКЦ.
Після смерті патріарха Йосифа Сліпого у 1984 р. о. Іван Дацько упродовж 1984—1985 рр. був секретарем кардинала Мирослава-Івана Любачівського. 16 квітня 1985 р. його призначили канцлером Львівської архиєпархії УГКЦ. 4 січня 1989 р. о. Іван Дацько отримав титул папського шамбеляна (монсіньора).
Отець Іван Дацько багато років пропрацював у сфері журналістики. У 1983–1990 рр. він обіймав посаду головного редактора часопису «Вісті з Риму»; у 1987–1990 рр. — головним редактором часопису «Українська пресова служба». Його місією у той час було доносити до «Вільного світу» правдиву інформацію про переслідування релігії і Церкви в СРСР та його країнах-сателітах із соцтабору. Ці ж питання він порушував у своїх публічних промовах, у тому числі проповідях:
«Нині ще й тут, на Заході, говорять про залишки британського, американського чи іншого імперіалізму або колоніалізму, наче не помічаючи, що ввесь СССР — це остання макабрична імперія ХХ століття, де щоденно й систематично топчуть права людини. Нашим обов'язком є говорити про цей стан і про ці речі. Мученики й ісповідники нашого часу сподіваються того від нас! Вони очікують від нас християнської помочі й солідарності! Наші брати і сестри в Україні є мовчазною Церквою і говорити не можуть. А тут нам ніхто не боронить говорити. Ми не сміємо мовчати через наш опортунізм чи лінивство. Ми не тільки можемо, а й маємо говорити про ці несправедливості. Це є нашим священним обов'язком, бо інакше ми не гідні називатися християнами».
Послаблення тоталітарного режиму в СРСР та вихід УГКЦ з підпілля о. Іван Дацько зустрів з великим ентузіазмом і систематично піднімав питання про те, чи українська діаспора готова дати свої найкращі сили для своєї ослабленої Церкви і народу на Батьківщині? Він закликав до жертовної праці для України. Оскільки о. Іван Дацько був найближчим співробітником Глави УГКЦ, Мирослава-Івана Кардинала Любачівського, і мав особливі контакти з різними представниками правозахисного руху в СССР, в 1986—1995 роках у Ватикані різні достойники Римської Курії і дипломати при Святій Столиці вважали його одним з найкращих експертів релігійного питання в Україні та всьому СССР. У цьому періоді його сильно підтримав засновник Організації «Церква в Потребі», о. Веренфрід ван Страатен, який номінував його координатором всіх проектів УГКЦ в Україні та в діаспорі.

#### Після повернення в Україну
30 березня 1991 р. о. Іван Дацько повернувся до Львова з кардиналом Мирославом-Іваном-Любачівським і з червня 1991 р. до липня 1994 р. служив протосинкелом Львівської архиєпархії УГКЦ. Із липня 1993 р. до лютого 1997 р. він — канцлер курії Верховного архиєпископа УГКЦ. 19 грудня 1995 р. о. Іван Дацько отримав титул митрофорного протопресвітера. У лютому 1997 р. його призначили уповноваженим для зовнішніх зв'язків УГКЦ, референтом Комісії богословської освіти та священичої формації. Від квітня 2000 р. о. Іван Дацького є президентом Міжнародного бюро освіти та розвитку УГКЦ в Україні. Від лютого 2003 р. він — звичайний професор екуменічного богослов'я в Українському Вільному Університеті у Мюнхені. Від квітня 2003 р. також є професором екуменічного богослов'я і президентом Інституту екуменічних студій УКУ у Львові, членом ректорату УКУ. В липні 2003 р. о. Іван Дацько обраний деканом філософського факультету Українського вільного університету у Мюнхені.
14 грудня 2005 р. о. Івана Дацька призначили членом Спільної міжнародної комісії для богословського діалогу між Католицькою і Православною Церквами. У березні 2008 — листопаді 2013 рр. він працював президентом Релігійного товариства «Свята Софія» для українців-католиків в Італії. Із 25 жовтня 2008 р. о. Іван Дацько став директором Інституту св. Климента Папи в Римі, а також у січні 2009 — січні 2014 рр. — директор Історичного архіву УГКЦ в Римі. 27 жовтня 2016 р. його призначили членом координаційного комітету Спільної міжнародної комісії для богословського діалогу між Католицькою і Православною церквами.

## Твори
У молодості, ще під час навчанні в університеті в Інсбруці упродовж 1972–1974 рр., о. Іван Дацько прагнув цілковито посвятитися науці. Згідно зі спогадами ректора УКУ о. Богдана Праха, у 1973 р. о. Дацьку запропонували роботу асистента Інституту догматичного богослов'я при цьому навчальному закладі, але підкорившись волі патріарха Йосифа Сліпого, він переїхав до Риму, щоб допомагати Главі УГКЦ. Тож 8 червня 1974 р. о. Іван Дацько захистив докторську дисертацію на тему «Митрополит Андрей Шептицький — відновник традиційної східної еклезіології та екуменізму», а вже через два тижні переїхав до Риму. Надалі він став одним з найближчих співробітників патріарха і працював у колі отців Івана Гриньоха, Івана Музички та єпископів Івана Хоми і Любомира Гузара. Адміністративна робота займала дуже багато часу молодого священика, але водночас він став автором численних праць із богослов'я та історії Церкви. Серед них:
- Папа Іван Павло ІІ і Українська Католицька Церква // Богословія 52 (1988) 5.
- Праця Патріарха Йосифа над перекладами літургійних книг (2011).
- Кардинал Мирослав-Іван Любачівський: рік після відходу до вічности (2001).
- Сподвижники Патріарха Йосифа: владика Іван Хома та отець Іван Музичка (2003).
- Іван Гриньох — визначний священик і богослов ХХ століття // Богословія 63: 3–4 (2003) 115—127.
- Laudatio в честь д-ра Ганни-Галі Горбач (2004).
- Промова на похороні отця Івана Музички (2016).
- Українська католицька церква в Україні — 1987 (1987).
- 988—1988: українські греко-католики в тисячоліття їхнього Хрещення (1989).
- Українська католицька церква на порозі легалізації (1989).
- Українська греко-католицька церква сьогодні: зустріч на місці (у співавторстві з Марком Томашеком, 1990).
- Відносини Української греко-католицької церкви з іншими конфесіями України (1992).
- Нові прірви в Європі? Примирення — завдання Церков України, Білоручі, Польщі та Німеччини (1997).
- Роля української діаспори у процесі відродження Української греко-католицької церкви (1946—1989) (2009).
- «Традиційні» Церкви в незалежній Україні: у пошуках спільної ідентичності (у співавторстві з Олегом Турієм, 2012).
- Внесок Української греко-католицької церкви в екуменізм (1999).
- Деякі міркування щодо сучасної ролі Східних католицьких церков та їхнього майбутнього (2001).
- Київська Церква і Берестейська унія (2002).
- Гетеродоксія: як ведуть боротьбу за релігійну істину? Відповідь греко-католика (2003).
- Місце Східних церков у католицькому сопричасті та їхня роль в екуменічній діяльності Церкви (2006).
- Служіння єпископа Риму в ІХ столітті (1990).
- Меморандум про розмову з архиєпископом Іларіоном Алфєєвим (2009).
- Греко-католицькі церкви і сучасний екуменічний діалог з Православною церквою (2009).
- Досвід участі у праці Спільної міжнародної комісії з православно-католицького діалогу (2005—2012) (2012).
- Екуменізм перед лицем релігійних переслідувань (2012).

Також вищенаведені вибрані твори о. Івана Дацька були впорядковані з нагоди його 70-ліття і видані у 2017 р. Інститутом екуменічних студій УКУ.